# 횡천초등학교
횡천초등학교는 대한민국 경상남도 하동군 횡천면 횡천리에 있는 공립 초등학교다.

## 학교 연혁
- 1928년 10월 1일 횡천공립보통학교 설립인가
- 1938년 4월 1일 횡포공립심상소학교로 개칭[1]
- 1941년 4월 1일 횡포공립국민학교로 개칭[2]
- 1946년 5월 1일 횡천국민학교로 개명
- 1979년 3월 5일 병설유치원 개원
- 1993년 3월 1일 전대국민학교 통폐합
- 1996년 3월 1일 횡천초등학교로 개칭[3]
- 2016년 7월 8일 다목적 강당(횡천관) 개관
- 2019년 9월 1일 제31대 주혜경 교장 취임
- 2021년 2월 14일 제91회 졸업장 수여식 (졸업생 5명, 총 5838명)

## 학교 상징
- 교화(校花) - 철쭉 : 혼자 피어나면 낮고 작은 철쭉꽃, 바람이 세찬 언덕이나 바위틈 가리지 않고 추운 겨울을 보내고 다함께 일제히 피어난다. 온세상에 아름다운 봄소식을 전하는 철쭉꽃은 인내와 겸손을 알고 공동체 생활의 규범을 지켜 다른 사람을 기쁘게 하는 횡천 어린이의 모습이다.
- 교목(校木) - 단풍나무 : 무성한 가지는 지친 새들의 보금자리로 내어주고 이웃을 위하여 시원한 그늘을 만들어 주는 단풍나무처럼 푸른 꿈을 펼치며 자연을 사랑하고 이웃과 조화를 이루는 아름다운 마음을 가꾸어 가도록 노력하자.

## 참고 자료
- 횡천초등학교 - 한국교육학술정보원 학교알리미